# Mnong
I Mnong (o M'nong) sono un gruppo etnico del Vietnam.
Questa etnia è suddivisa in tre sottogruppi distinti:
- Mnong del centro: circa 88.000 people stanziate nelle province di Dak Lak e Lam Dong, principalmente di religione cristiana
- Mnong dell'est: circa 76.000 persone stanziate nelle province di Dak Lak e Lam Dong
- Mnong del sud: circa 55.000 persone stanziate nella provincia di Binh Phuoc

Un'altra piccola porzione di Mnong vive nella provincia di Mondulkiri, nelle regioni orientali della Cambogia.

## Lingua
Ogni gruppo parla una differente versione della lingua Mnong, ognuna delle quali è a sua volta divisa in dialetti.

## Riferimento
- Elenco etnie ufficialmente riconosciute dal Vietnam (elenco presente sul sito del COCI vietnamita, una commissione governativa ufficiale creata dal Ministero della Cultura e dell'Informazione)